# ロミ
ロミ（Romi, 1905年11月14日 - 1995年11月25日）は、フランスの著述家である。娼館、乳房、屁など、通常は歴史学の対象とはなりにくい事物を主題とした史書を多数著した。蒐集家としても知られる。本名はロベール・ミケル(Robert Miquel)であり、筆名のロミは本名を短縮したものである。
北フランスのリールで生まれる。若年時はパリで画廊を兼ねた骨董屋を経営したり、居酒屋を兼ねたホテルで毎夜コンサートを開いたりして生計を立てていた。この時期にはデザイナーや雑誌寄稿者・編集者としても活動していた。後の著作の源泉となった蒐集家としての側面もこの頃から既に持ち合わせており、風俗ポスター2万5千枚を集めていた。
本格的な著作活動を始めたのは遅く、1950年にカフェ・コンセールの歴史を綴った『Petite histoire des cafés concerts parisiens』を刊行したのが最初である。続いて1952年に娼館を主題とした『Maisons closes』を自費で出版、同書は改訂版や決定版として何度も再版された。1960年代には新聞の三面記事(faits divers)、乳房、悪魔といった事物に対し歴史的考察を加えた作品群を発表、突飛な主題を扱う史家としての評価を確立した。1970年代にはアンジェの地方紙に小説を送り、ゴンクール賞中短篇賞を受賞した。
80歳を過ぎても執筆意欲は旺盛で、1992年に発表したジャン・フェクサスとの共著で発表した『おなら大全』ではラブレー賞を受賞した。晩年はギャンブルで財産を失い、膨大な蒐集物はオークションに出されて売却された。

## 著作
以下の著作がある。部数の少ない限定本や豪華本が多く、入手は困難である。
- Petite histoire des cafés concerts parisiens. Paris: Jean Chitry. (1950)
- Maisons closes, L'histoire, l'art, la littérature, les mœurs. (1952)
自費出版。
- Technique du suicide. (1953)
自費出版。
- Fraîche et joyeuse. Copies conformes 1. Paris: Éditions de Paris. (1955)
- Usines à gloire. Copies conformes 2. Paris: Éditions de Paris. (1956)
- Palloy, Pierre-François (1956). Livre de raison du patriote Palloy. Paris: Éditions de Paris（註釈・校訂: ロミ）
- La Conquête du nu. Paris: Éditions de Paris. (1957)
- Amoureux de Paris. Paris: Éditions Odé. (1961)
- Histoire des faits divers. Paris: Éditions du Pont Royal. (1962)
- Histoire de l'insolite. Paris: Éditions du Pont Royal. (1964)
日本語版は『突飛なるものの歴史』の題名で1993年に作品社から刊行されたが、この版では内容の一部が省略されていた。省略部分の一部は1995年に『ユリイカ』4月臨時増刊号で発表されたが、2010年に全訳が『突飛なるものの歴史 完全版』として平凡社から刊行された。翻訳はいずれの版も高遠弘美による。
- Suicides passionnés, historiques, bizarres, littéraires. Paris: Éditions Serg. (1964)
自殺を扱う。
- Mythologie du sein. Bibliothèque internationale d'érotologie n°16. Paris: J.-J. Pauvert. (1965)
日本語版は高遠弘美の翻訳により『乳房の神話学』の題名で1997年に青土社から刊行された。
- Maisons closes, L'histoire, l'art, la littérature, les mœurs. Paris: Éditions Serg. (1965)
- La Chanson, du café chantant au microsillon, gros succès et petits fours. Paris: Éditions Serg. (1967)
- Métamorphoses du Diable. Paris: Éditions Hachette. (1968)
- Le Sacrifice, et deux récits. (1976)
- Histoire pittoresque du pantalon féminin. Paris: J. Grancher. (1979)
- Maisons closes. Paris: M. Trinckvel. (1979)
- Le Nu. Monaco: Éditions du Rocher. (1982)
- Les Célèbres Inconnus d'hier et d'avant-hier. Paris: Éditions Filipacchi. (1987). ISBN 2-85018-546-9
- La Méprise de la Bastille. Paris: Massin. (1989). ISBN 2-7072-0145-6
- L'Âge d'Or des Maisons Closes. Paris: Albin Michel. (1990). ISBN 2-226-04918-5（アルフォンス・ブーダールとの共著）
日本語版は吉田春美の翻訳により『娼館の黄金時代』の題名で1993年に河出書房新社から刊行された。
- Histoire anecdotique du pet, de l'antiquité à nos jours. Paris: Ramsay - J-J Pauvert. (1991)（ジャン・フェクサスとの共著）
日本語版は高遠弘美の翻訳により『おなら大全』の題名で1997年に作品社から刊行された。
- Histoire des festins et de la goinfrerie. Paris: Artulen. (1993). ISBN 2-906236-42-X
日本語版は高遠弘美の翻訳により『悪食大全』の題名で1995年に作品社から刊行された。
- Tour de taille, la petite histoire de l'embonpoint. Geneve: Liber. (1996). ISBN 2-88143-088-0（ジャン・フェクサスとの共著）
日本語版は高遠弘美の翻訳により『でぶ大全』の題名で2005年に作品社から刊行された。